# Culex josephineae
Culex josephineae är en tvåvingeart som beskrevs av Francisco E. Baisas 1935. Culex josephineae ingår i släktet Culex och familjen stickmyggor.
Artens utbredningsområde är Filippinerna. Inga underarter finns listade i Catalogue of Life.